# Guamatela
Guamatela — рід квіткових рослин порядку Crossosomatales. Guamatela — єдиний рід родини Guamatelaceae. Рід включає один вид, типовий вид, Guamatela tuerckheimii Donn.Sm., вічнозелений чагарник, який походить з Мексики, Гватемали та Гондурасу. Рід Guamatela раніше входив до родини Rosaceae, перш ніж Група філогенезу покритонасінних помістила його до Guamatelaceae у 2009 році.